# Bataille de Cześniki
 (mai 2020).
La bataille de Cześniki s’est déroulée entre le 21 et le 22 septembre 1939, pendant la campagne de Pologne près du village de Cześniki, à l’est de Zamość. Elle opposa la 39e Division d’Infanterie polonaise de réserve (39 DP) à la 4e Division Légère et à la 27e Division d’Infanterie de la 14e Armée Allemande. Le résultat de la bataille a été indécis. Le général polonais Stefan Dąb-Biernacki n’est pas parvenu à profiter de l’occasion pour se frayer un chemin vers le sud en direction de la frontière hongroise. Les deux camps ont eu environ 200 morts et 600 blessés. Les Polonais ont en outre capturé environ 100 prisonniers et environ 150 véhicules.